# Monti Tungirskij
I monti Tungirskij (in russo Тунгирский хребет?) sono una catena montuosa della Siberia Orientale, in Russia. Si trovano nella parte orientale del  Territorio della Transbajkalia e fanno parte dell'altopiano Olëkminskij Stanovik.
I Tungirskij rappresentano lo spartiacque tra i corsi superiori dei fiumi Olëkma e Tungir. Si estendono per oltre 300 km in direzione nord-est fino al corso inferiore del Tungir e oltre il confine amministrativo con l'Oblast' dell'Amur. La larghezza della catena varia dai 60 agli 80 km. Le altezze prevalenti sono di 1 100-1 500 m, il punto più alto è quello del monte Guran (1 807 m).
La dorsale, dominata dalle montagne centrali, è composta principalmente da rocce metamorfiche di formazione tardo Archeano e del Proterozoico, spezzate in alcuni punti da granitoidi del tardo Paleozoico e Mesozoico. Predominano pendii relativamente ripidi con kurum (fiumi di rocce) e cenge rocciose. I principali tipi di paesaggio sono la taiga di montagna e i fitti boschi da cui emergono i golcy (picchi rocciosi spogli).